# Ichiko Aoba
Ichiko Aoba (青葉市子?, Aoba Ichiko; Urayasu, 28 gennaio 1990) è una cantautrice giapponese.
Il suo strumento principale è la chitarra, con la quale compone la maggior parte della sua musica. Suona altresì pianoforte, clarinetto, accordion e flauto.
Aoba è conosciuta per la sua musica acustica e i suoi testi, ispirati dai suoi sogni.

## Biografia
Aoba è nata ad Urayasu, nella prefettura di Chiba, ed è cresciuta nella prefettura di Kyoto, in Giappone.
Ichiko Aoba iniziò a imparare a suonare la chitarra classica a 17 anni. La sua musica è stata ispirata dalla musica di Disney e Studio Ghibli, ricorrente durante la sua crescita.
Il suo mentore è stato il cantautore giapponese Anmi Yamada, che le insegnò l'utilizzo dello strumento. Due cover di altrettante canzoni di Yamada sono presenti negli album di Aoba 0 e qp.

## Carriera
Nel 2010, a 19 anni, Aoba pubblicò il suo primo album, Razor Girl (in giapponese: 剃刀乙女). Da allora sono stati pubblicati numerosi album in studio e live.
Attorno al 2012, Aoba conobbe il frontman dei Gezan, Mahi to the People, grazie al loro amico in comune Koji Shimotsu, a sua volta frontman degli Odotte Bakari no Kuni. Aoba e Mahito formarono il duo Nuuamm, creando i due album Nuuamm (2014) e w/ave (2017).
Nel 2013, ad Aoba fu chiesto di lavorare per una produzione teatrale di "9 Days Queen", scritta da Go Aoki. Lavorò anche con la compagnia Mum & Gipsy company di Takahiro Fujita nella produzione di "Cocoon", un revival di "Lemming" di Shūji Terayama.
Aoba ha collaborato alla soundtrack del remake del 2019 The Legend of Zelda: Link's Awakening, per Nintendo Switch. Il suo arrangiamento fu utilizzato per promuovere il gioco in Giappone.
Aoba ha collaborato con Ryuichi Sakamoto, Taylor Deupree, Cornelius, Haruomi Hosono, Mac DeMarco, Sweet William, MahiToThePeople e Pomme.
Pubblica musica tramite la propria etichetta, hermine.

## Discografia

### Album in studio
- 2010: Kamisori Otome (剃刀乙女)
- 2011: Origami (檻髪)
- 2012: Utabiko (うたびこ)
- 2013: 0
- 2016: Mahoroboshiya (マホロボシヤ)
- 2018: qp
- 2020: Windswept Adan (アダンの風)
- 2022: Amiko
- 2023: Sketch (青葉市子)
- 2025: Luminescent Creatures

### Album live
- 2011: Kaizokuban (かいぞくばん)
- 2014: 0%
- 2017: Pneuma
- 2020:  "gift" at Sogetsu Hall
- 2021: Live at Ginza Sony Park
- 2021:  "Windswept Adan" Concert At Bunkamura Orchard Hall
- 2021: Live at Jazzstate, 04/12/2019 (with Albert Karch)
- 2023: Live at Milton Court (with 12 Ensemble)

### Altre pubblicazioni
- 2011: Hinoko (火のこ) – Ichiko Aoba & Kazuhisa Uchihashi
- 2012: Meteor (流星) – Haruka Nakamura & Ichiko Aoba
- 2013: Radio (ラヂヲ) – Ichiko Aoba and the Fairies (青葉市子と妖精たち)
- 2013: Yura Yura feat. Ichiko Aoba – Ovall (Dawn)
- 2013: Soto wa Senjou da yo (外は戦場だよ) feat. Ichiko Aoba – Cornelius (Ghost in the Shell: Arise OST)
- 2019: Amaneki (あまねき) – Sweet William & Ichiko Aoba
- 2020: amuletum bouquet – Ichiko Aoba
- 2020: "gift" BGM – Ichiko Aoba
- 2020: Seabed Eden – Ichiko Aoba
- 2021: Asleep Among Endives – Ichiko Aoba
- 2021: Windswept Adan Roots – Ichiko Aoba
- 2022: hello - Ichiko Aoba
- 2023: Space Orphans - Ichiko Aoba
- 2023: meringue doll - Ichiko Aoba